# 廈門駅
廈門駅（アモイえき）は、中華人民共和国福建省廈門市思明区に位置する中国国鉄南昌鉄路局が管轄する駅である。

## 駅構造
- 単式ホーム1面、島式ホーム1面の地上駅である。

## 所属路線
- 中国国鉄
  - 鷹廈線：鷹潭駅起点より693.613km、本駅が終点。
  - 福廈線：福州駅より276km、福州南駅より257km、本駅が終点。

## 利用状況
鷹廈線、福廈線の終点であり、北京、上海等の各地へ始発列車があり、一日の発着する旅客列車は2010年5月現在各種別を含め80本を超える。2007年の出発旅客数は385.52万人、旅客収入は5.99億元であった。高崎駅（元廈門北駅・貨物駅）、集美駅、杏林駅及び前場駅の4駅を管轄する。

## 歴史

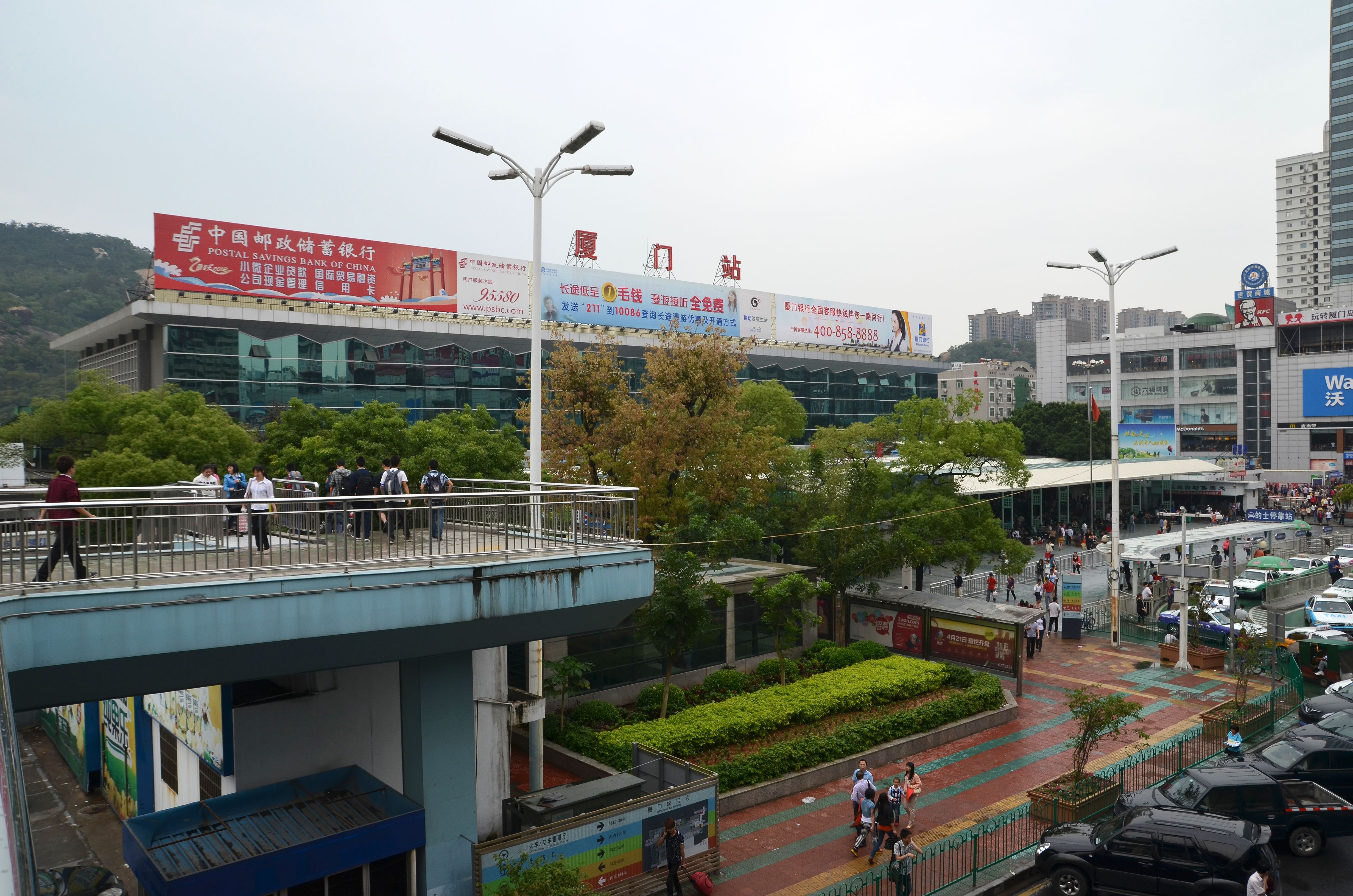
廈門駅旧駅舎

1956年12月19日、鷹廈線が完成し、本駅も建設された。次年の1957年1月6日に本駅に初めての列車である１本の貨物列車が上海から到着した。同年の4月12日に最初の旅客列車（客車列車）が到着し、三等客貨運総合駅として正式に営業を開始した。1958年、金門砲戦により中華民国軍に攻撃を受ける。当時の駅面積は800m2で発着線は4本であった。1980年5月に工事を開始し、1983年5月1日に使用開始した。新たな駅舎は4階建で、2つの待合ロビーと出札口、貸切及び貴賓待合室を含み建築面積は8,575m2である。1993年12月には鷹廈線の電化が本駅まで達した。1999年9月10日に一等旅客駅となり、2004年5月9日には南昌鉄路局直属の管轄となった。3本目のホームを増設する工事中である。2010年4月26日に福廈線が開業した。

## 隣の駅
中国国鉄
鷹廈線
廈門高崎駅 - 廈門駅
廈門軌道交通
■3号線
曽厝垵駅 - 廈門火車駅 - 湖浜東路駅

## 駅周辺
- ウォルマート